# Automobilindustrie

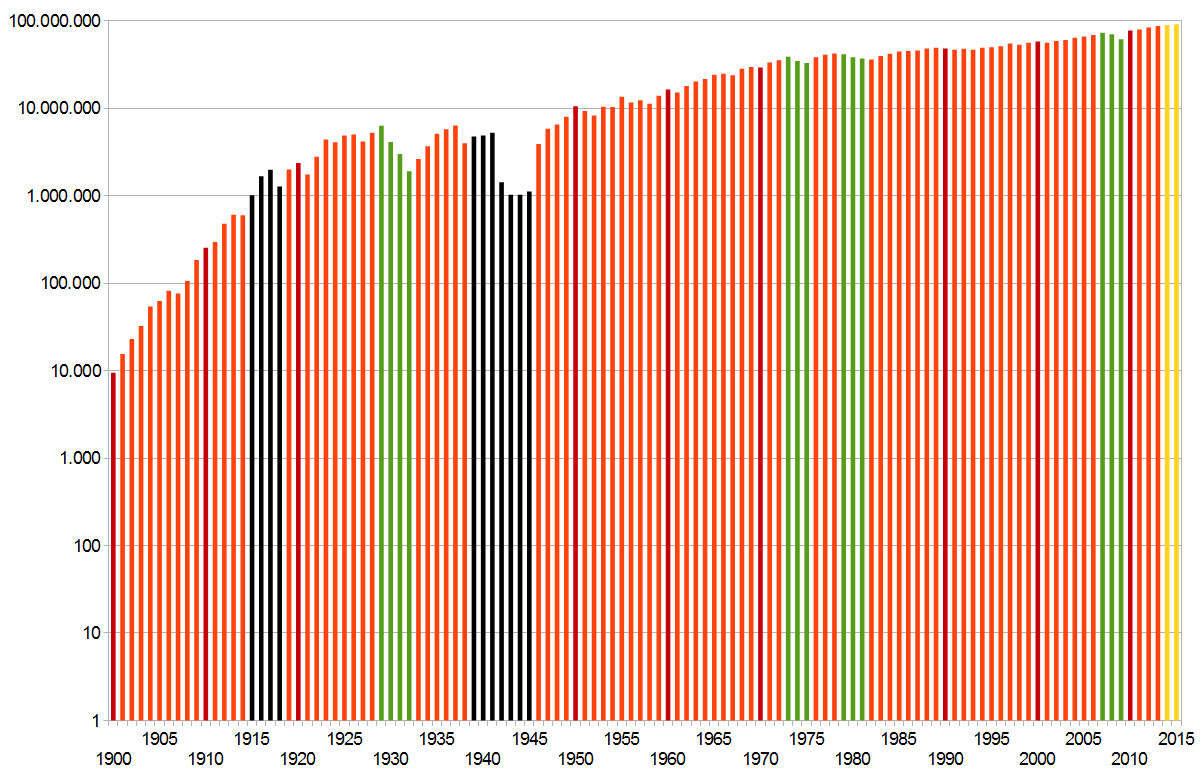
Entwicklung der weltweiten Jährlichen Automobilproduktion von 9500 Stück im Jahr 1900 auf 2015 nahezu 100 Millionen, das Zehntausendfache; die Weltkriegsjahre sind schwarz, Jahre weltweiter Wirtschaftskrisen Grün gefärbt, 2014 und 2015 sind geschätzt. (→Tabelle). Zu beachten: logarithmische Darstellung!

Die Automobilindustrie ist ein Wirtschaftszweig, der sich der Massenproduktion von Automobilen (Automobilfertigung) und anderen Kraftfahrzeugen widmet. Sie entstand nach der Erfindung des Automobils 1885 durch Carl Benz.
Seit Anfang des 20. Jahrhunderts erlebte die Industrie durch die von Ransom Eli Olds und vor allem von Henry Ford entwickelte Fließbandfertigung von Kraftfahrzeugen einen anhaltenden Aufschwung, der insgesamt, wenn auch schwächer werdend, bisher anhält – unterbrochen vor allem durch die beiden Weltkriege und die Weltwirtschaftskrise der 1930er Jahre sowie in geringerem Maße die Ölkrisen der 1970er Jahre und die Finanzkrise ab 2007. Seit einigen Jahren ist die Industrie mit den Herausforderungen einer nötigen Elektrifizierung konfrontiert, die mit der erzwungenen Transition von herkömmlicher Verbrennungsmotoren auf die aufkommende Elektromobilität.

## Geschichte und Bedeutung
Kaum ein anderes industrielles Massenprodukt hat den Alltag der Menschheit so stark verändert wie das Automobil. Seit seiner Erfindung wurden mehr als 2.500 Unternehmen weltweit gegründet, die sich der Automobilproduktion widmeten. Viele von ihnen begannen ihre Tätigkeit im 19. Jahrhundert als Produzenten von Eisenwaren, Stahl, Waffen oder Fahrrädern und entwickelten dabei die technologischen und handwerklichen Fähigkeiten, die später im Automobilbau benötigt wurden.
Nicht alle Unternehmen entwickelten sich zu globalen Massenherstellern, und viele verschwanden im Laufe der Zeit vom Markt. Dennoch kommt es auch heute zu Neugründungen, vor allem im Bereich der Elektromobilität. Beispiele hierfür sind Hersteller wie Tesla, Rivian oder BYD, die in den letzten Jahrzehnten eine führende Rolle bei der Transformation zur nachhaltigen Mobilität eingenommen haben. Diese Unternehmen zielen oft auf Marktnischen, sei es mit exklusiven Sportwagen, innovativen Elektrofahrzeugen oder Spezialfahrzeugen. Kleinere Hersteller setzen häufig auf eine Fertigung in Manufakturen und gehören daher nicht zur klassischen Automobilindustrie im Sinne der Massenproduktion.

### Konsolidierung und Marktkonzentration
Die Automobilindustrie war bereits im 20. Jahrhundert durch Fusionen und Übernahmen geprägt. Ein bekanntes Beispiel ist der Verkauf der Adam Opel AG an General Motors im Jahr 1929. Solche Konsolidierungen setzten sich fort und führten dazu, dass heute eine vergleichsweise kleine Zahl von globalen Konzernen den Automobilmarkt dominiert. So vereint der Volkswagen-Konzern mehr als zehn ehemals eigenständige Marken unter seinem Dach, darunter Audi, Porsche, Skoda und SEAT. Ähnlich agieren andere Giganten wie Stellantis, das durch die Fusion von Fiat Chrysler und PSA entstanden ist, sowie die Renault-Nissan-Mitsubishi-Allianz.
Trotz der Konzentration auf wenige Großkonzerne bleibt der Markt dynamisch. Im Bereich Elektromobilität und Digitalisierung haben sich neue Akteure wie Tesla etabliert und traditionelle Hersteller gezwungen, ihre Geschäftsmodelle zu überdenken.

### Die Rolle der Zulieferindustrie
Mit der wachsenden Automobilproduktion und einem abnehmenden Eigenfertigungsanteil der Hersteller hat sich eine starke und spezialisierte Zulieferindustrie entwickelt. Zulieferer wie Bosch, Continental und ZF Friedrichshafen spielen eine entscheidende Rolle bei der Entwicklung neuer Technologien, insbesondere im Bereich Elektromobilität, autonomes Fahren und Batteriefertigung.

### Produktionsvolumen und Bedeutung
1950 wurden weltweit erstmals mehr als 10 Millionen Fahrzeuge produziert – eine Zahl, die bis 2023 auf etwa 85 Millionen jährlich gestiegen ist. Die Marke von 100 Millionen Fahrzeugen jährlich wurde durch die Pandemie und Lieferkettenprobleme bislang nicht erreicht, bleibt jedoch ein realistisches Ziel für die nächsten Jahre. Die führenden Produktionsländer sind heute China, die USA, Japan, Deutschland und Südkorea.
China ist nicht nur der größte Produzent, sondern auch der größte Absatzmarkt, insbesondere für Elektrofahrzeuge. Im Jahr 2023 entfielen mehr als 50 % des weltweiten Absatzes von Elektroautos auf China, was seine wachsende Dominanz in der Automobilindustrie verdeutlicht.

### Wirtschaftliche Bedeutung
Die Automobilindustrie bleibt ein zentraler Wirtschaftszweig. In der Europäischen Union erwirtschaftete die Branche im Jahr 2023 einen geschätzten Umsatz von mehr als 800 Milliarden Euro, wobei Deutschland mit einem Anteil von etwa 40 % weiterhin führend ist. Deutschland bleibt zudem der größte Arbeitgeber in der europäischen Automobilbranche mit rund 780.000 direkt Beschäftigten.
Die Automobilindustrie steht heute vor enormen Herausforderungen und Chancen, insbesondere durch die Elektrifizierung, Digitalisierung und die Integration nachhaltiger Technologien. Trotz dieser Veränderungen bleibt sie eine der tragenden Säulen der globalen Wirtschaft und Gesellschaft.

### Pläne für eine autogerechte Stadt
Ein wesentlicher Faktor des frühen Siegeszuges des Automobils als Verkehrsmittel in den USA und Europa war das Leitbild der autogerechten Stadt. Es verursachte die Schaffung massiver Straßeninfrastruktur seit der Weltwirtschaftskrise 1929 und besonders nach dem Ende des Zweiten Weltkrieges nach 1945. Bei Stadterweiterungen und dem Neu- und Wiederaufbau der kriegszerstörten Städte orientierten sich Stadtplaner an der Charta von Athen (CIAM) von 1933. Wohnen und Gewerbe wurden damit häufig voneinander durch Fahrtwege getrennt. Fortan wurden auch zahlreiche suburbane Satellitenstädte („Schlafstädte“) geplant. Diese ineffiziente Art der Stadtentwicklung wurde bereits früh als schwerer Missstand erkannt und wird dennoch teils bis heute verfolgt.

### Elektromobilität
Der Einstieg in die Automobilbranche ist bei der Produktion von Elektrofahrzeugen (EVs) weniger komplex als bei traditionellen Verbrennungsmotoren. Dies führte insbesondere in China zu einem Boom von Elektroauto-Start-ups. Bereits 2016 wurden in China rund 200 solcher Start-ups gegründet.
China hat sich seitdem als führender Markt für Elektrofahrzeuge (siehe auch Elektroauto, Batteriebus, Elektrolastkraftwagen) etabliert. Im Jahr 2023 wurden in China etwa 5,14 Millionen batterieelektrische Fahrzeuge (BEV) neu zugelassen, was einem Anstieg von 21 % gegenüber dem Vorjahr entspricht.
Im Gegensatz dazu befanden sich in Europa sowohl die Batteriezellfertigung als auch die Ladeinfrastruktur bis 2020 noch in den Anfängen. Bis Ende 2023 lag die Zellfertigungskapazität in Europa bei 175 GWh pro Jahr. Dennoch ist ein erheblicher Ausbau erforderlich, um die steigende Nachfrage zu decken.
Europäische Automobilhersteller haben seitdem bedeutende Schritte unternommen, um die Produktion von Batteriezellen zu steigern. Prognosen zufolge könnten die Produktionskapazitäten in Europa bis 2030 auf bis zu 1,5 Terawattstunden ansteigen, wobei Deutschland mit knapp 400 Gigawattstunden den größten Anteil beisteuern könnte.
Trotz dieser Fortschritte bleibt Europa hinter China zurück (siehe auch Marktentwicklung von Elektroautos nach Ländern), sowohl in Bezug auf die Produktionskapazitäten als auch auf die Preis-Leistungs-Verhältnisse von Elektrofahrzeugen. Chinesische Hersteller bieten oft wettbewerbsfähigere Modelle an, was teilweise auf die fortschrittlichere Batteriezellfertigung und die umfangreiche Ladeinfrastruktur in China zurückzuführen ist. Europäische Hersteller sind daher Kooperationen mit chinesischen Batterieproduzenten eingegangen, um ihre Wettbewerbsfähigkeit zu steigern.
Insgesamt hat Europa seit 2020 bedeutende Fortschritte im Bereich der Elektromobilität gemacht, steht jedoch weiterhin vor Herausforderungen, insbesondere im Hinblick auf die Konkurrenz aus China und den Ausbau der notwendigen Infrastruktur.

### Bedeutende Marken
- Alfa Romeo (Italien)
- Aston Martin (Vereinigtes Königreich)
- Audi (Deutschland)
- Bentley (Vereinigtes Königreich)
- BMW (Deutschland)
- Brilliance (China)
- Bugatti (Frankreich)
- Chery (China)
- Chevrolet (USA)
- Chrysler (USA)
- Citroën (Frankreich)
- Dacia (Rumänien)
- Dodge (USA)
- DS (Frankreich)
- FAW (China)
- Ferrari (Italien)
- Fiat (Italien)
- Ford (USA)
- Genesis (Südkorea)
- Honda (Japan)
- Hyundai (Südkorea)
- Jaguar (Vereinigtes Königreich)
- Kia (Südkorea)
- Lada (Russland)
- Lancia (Italien)
- Land Rover (Vereinigtes Königreich)
- Lexus (Japan)
- Maruti (Indien)
- Maserati (Italien)
- Mazda (Japan)
- McLaren (Vereinigtes Königreich)
- Mahindra (Indien)
- Mercedes-Benz (Deutschland)
- Mini (Vereinigtes Königreich)
- Mitsubishi (Japan)
- Nissan (Japan)
- Opel (Deutschland)
- Porsche (Deutschland)
- Peugeot (Frankreich)
- Renault (Frankreich)
- Rolls-Royce (Vereinigtes Königreich)
- Seat (Spanien)
- SAIC (China)
- Škoda (Tschechien)
- Smart (Deutschland)
- Subaru (Japan)
- Suzuki (Japan)
- Tata (Indien)
- Tesla (USA)
- Toyota (Japan)
- Volkswagen (Deutschland)
- Volvo Cars (Schweden)
- Wuling (China)

### Marken reiner Nutzfahrzeughersteller
Es existiert eine große Vielzahl von Nutzfahrzeugherstellern, die keine Personenkraftwagen produzieren. Einige bedeutende sind:
- Die VW-Tochter Traton mit Marken wie MAN, Scania und Navistar
- Daimler Trucks mit Marken wie Mercedes-Benz, FUSO, Freightliner, BharatBenz, Setra und Thomas Built Buses
- Paccar (USA) mit Marken wie Peterbilt, Kenworth, DAF (Niederlande), Leyland
- Iveco (Italien)

## Statistiken weltweit

### Weltgrößte Autohersteller nach Stückzahl und Umsatz
Aufgeführt sind alle Unternehmen mit einer Produktion von mehr als einer Million Fahrzeugen. Zugleich wurden die Umsätze der produktionsstärksten Automobilkonzerne in den Jahren 2008, 2012 und 2013 aufgeführt, die zu teils deutlich anderen Reihenfolgen führen.
| Rang | Unternehmen                              | Land                | Stückzahl 2014 | davon Pkw | Umsatz 2008 (Mrd. $) | Umsatz 2012 (Mrd. €) | Umsatz 2013 (Mrd. €) | Umsatz 2018 (Mrd. €) |
| ---- | ---------------------------------------- | ------------------- | -------------- | --------- | -------------------- | -------------------- | -------------------- | -------------------- |
| 1.   | Toyota Motor Corporation                 | Japan               | 10.475.338     | 8.788.018 | 204,800              | 151,443              | 172,367              | 210                  |
| 2.   | Volkswagen AG                            | Deutschland         | 9.894.891      | 9.766.293 | 167,900              | 192,676              | 197,007              | 230,7                |
| 3.   | General Motors Company                   | Vereinigte Staaten  | 9.609.326      | 6.643.030 | 149,000              | 110,561              | 112,863              | 118                  |
| 4.   | Hyundai Motor Group                      | Südkorea            | 8.008.987      | 7.628.779 | 40,100               | 52,641               | 54,410               | 74                   |
| 5.   | Ford Motor Company                       | Vereinigte Staaten  | 5.969.541      | 3.230.842 | 146,300              | 96,984               | 106,684              | 127,5                |
| 6.   | Nissan Motor Company                     | Japan               | 5.097.772      | 4.279.030 | 88,700               | 65,369               | 70,115               | 90                   |
| 7.   | Fiat Chrysler Automobiles                | Italien             | 4.865.758      | 1.904.618 | 53,100               | 35,566               | 35,593               | 110,9                |
| 8.   | Honda Motor Company                      | Japan               | 4.513.769      | 4.478.123 | 94,240               | 65,868               | 79,543               | 106                  |
| 9.   | Suzuki Motor Corporation                 | Japan               | 3.016.710      | 2.543.077 | k. A.                | 17,520               | 19,553               | k. A                 |
| 10.  | Groupe PSA                               | Frankreich          | 2.917.046      | 2.521.833 | 56,300               | 55,446               | 54,090               | k. A                 |
| 11.  | Groupe Renault                           | Frankreich          | 2.761.969      | 2.398.555 | 44,500               | 41,270               | 40,932               | k. A                 |
| 12.  | BMW Group                                | Deutschland         | 2.165.566      | 2.165.566 | 46,700               | 76,848               | 76,058               | 98,7                 |
| 13.  | Shanghai Automotive Industry Corporation | Volksrepublik China | 2.087.949      | 1.769.837 | k. A.                | k. A.                | k. A.                | k. A                 |
| 14.  | Mercedes-Benz Group                      | Deutschland         | 1.973.270      | 1.808.125 | 141,200              | 114,297              | 117,982              | 164                  |
| 15.  | Chongqing Changan Automobile Company     | Volksrepublik China | 1.447.017      | 1.089.179 | k. A.                | k. A.                | k. A.                | k. A                 |
| 16.  | Mazda Motor Corporation                  | Japan               | 1.328.426      | 1.261.521 | 28,800               | 14,847               | 18,027               | k. A                 |
| 17.  | Dongfeng Motor Corporation               | Volksrepublik China | 1.301.695      | 745.765   | k. A.                | k. A.                | k. A.                | k. A                 |
| 18.  | Mitsubishi Motors Corporation            | Japan               | 1.262.342      | 1.199.823 | k. A.                | 12,408               | 14,165               | k. A                 |
| 19.  | Beijing Automotive Group                 | Volksrepublik China | 1.115.847      | 538.027   | k. A.                | k. A.                | k. A.                | k. A                 |
| 20.  | Tata Motors                              | Indien              | 945.113        | 614.247   | k. A.                | k. A.                | k. A.                | k. A                 |

Weltweite Kraftfahrzeugproduktion nach Region bzw. Land von 2019 bis 2022
| Fahrzeuge (Einheiten)             | 2019       | 2020       | 2021       | 2022       |
| --------------------------------- | ---------- | ---------- | ---------- | ---------- |
| Europäische Union                 | 21.531.339 | 16.904.429 | 16.338.165 | 16.216.888 |
| Vereinigte Staaten                | 20.160.401 | 15.692.927 | 16.190.835 | 17.756.263 |
| Asien-Pazifik                     | 49.333.841 | 44.276.549 | 46.768.800 | 50.020.793 |
| Afrikanische Union (ohne Ägypten) | 1.095.151  | 776.247    | 907.302    | 1.022.783  |
| TOTAL                             | 92.120.732 | 77.650.152 | 80.205.102 | 85.016.728 |

### Wert der Automobilmarken 2023
Tesla besaß auch bis Oktober 2024 den höchsten Börsenwert aller Automobilhersteller mit rund 823,8 Milliarden US-Dollar. Toyota folgte auf Platz zwei, mit 240 Milliarden US-Dollar.
In Bezug auf den Fahrzeugabsatz behauptete Toyota auch 2024 seine Position als weltweit größter Automobilhersteller mit rund 10,8 Millionen verkauften Fahrzeugen. Die Volkswagen-Gruppe folgte mit etwa 9 Millionen verkauften Einheiten.

### Fahrzeugneuzulassungen seit 2023

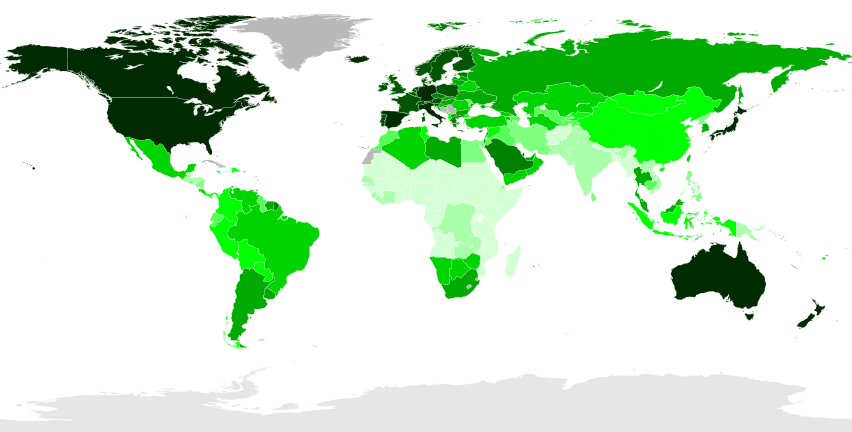
Kraftfahrzeuge pro 1000 Einwohner

Im Jahr 2023 wurden in Westeuropa etwa 11,4 Millionen Personenkraftwagen neu zugelassen, was einen Anstieg gegenüber den Vorjahren darstellt.
Weltweit belief sich die Zahl der Neuzulassungen auf rund 75,3 Millionen Fahrzeuge, was einem deutlichen Wachstum im Vergleich zu den Vorjahren entspricht.
In den USA wurden im Jahr 2023 etwa 13,7 Millionen Light Vehicles (Pkw und leichte Nutzfahrzeuge) verkauft, was einen Rückgang von 8 Prozent gegenüber dem Vorjahr bedeutet.
China verzeichnete mit rund 26,1 Millionen verkauften Pkw einen Anstieg von 10,6 Prozent im Vergleich zum Vorjahr.

Indien überholte erstmals Japan und wurde zum drittgrößten Automarkt weltweit, mit einem starken Nachfragewachstum von 24 Prozent.

## Statistiken nach Ländern

### Beschäftigte in der Automobilindustrie in der EU
| Land                   | Beschäftigte 2010 | Beschäftigte 2023 |
| ---------------------- | ----------------- | ----------------- |
| Deutschland            | 749.000           | 779.700           |
| Frankreich             | 225.000           | 240.000           |
| Italien                | 171.000           | 150.000           |
| Polen                  | 149.000           | 160.000           |
| Vereinigtes Königreich | 136.000           | 130.000           |
| Tschechien             | 140.000           | 150.000           |
| Spanien                | 141.000           | 130.000           |
| Rumänien               | 117.000           | 125.000           |
| Ungarn                 | 65.000            | 70.000            |
| Schweden               | 66.000            | 65.000            |
| Slowakei               | 51.000            | 62.000            |
| Belgien                | 35.000            | 40.000            |
| Österreich             | 29.000            | 30.000            |
| Portugal               | 30.000            | 32.000            |
| Niederlande            | 20.000            | 19.000            |
| weitere EU-Staaten     | 42.000            | 45.000            |
| Europäische Union      | 2.166.000         | 2.400.000         |

### Autoindustrie in Deutschland

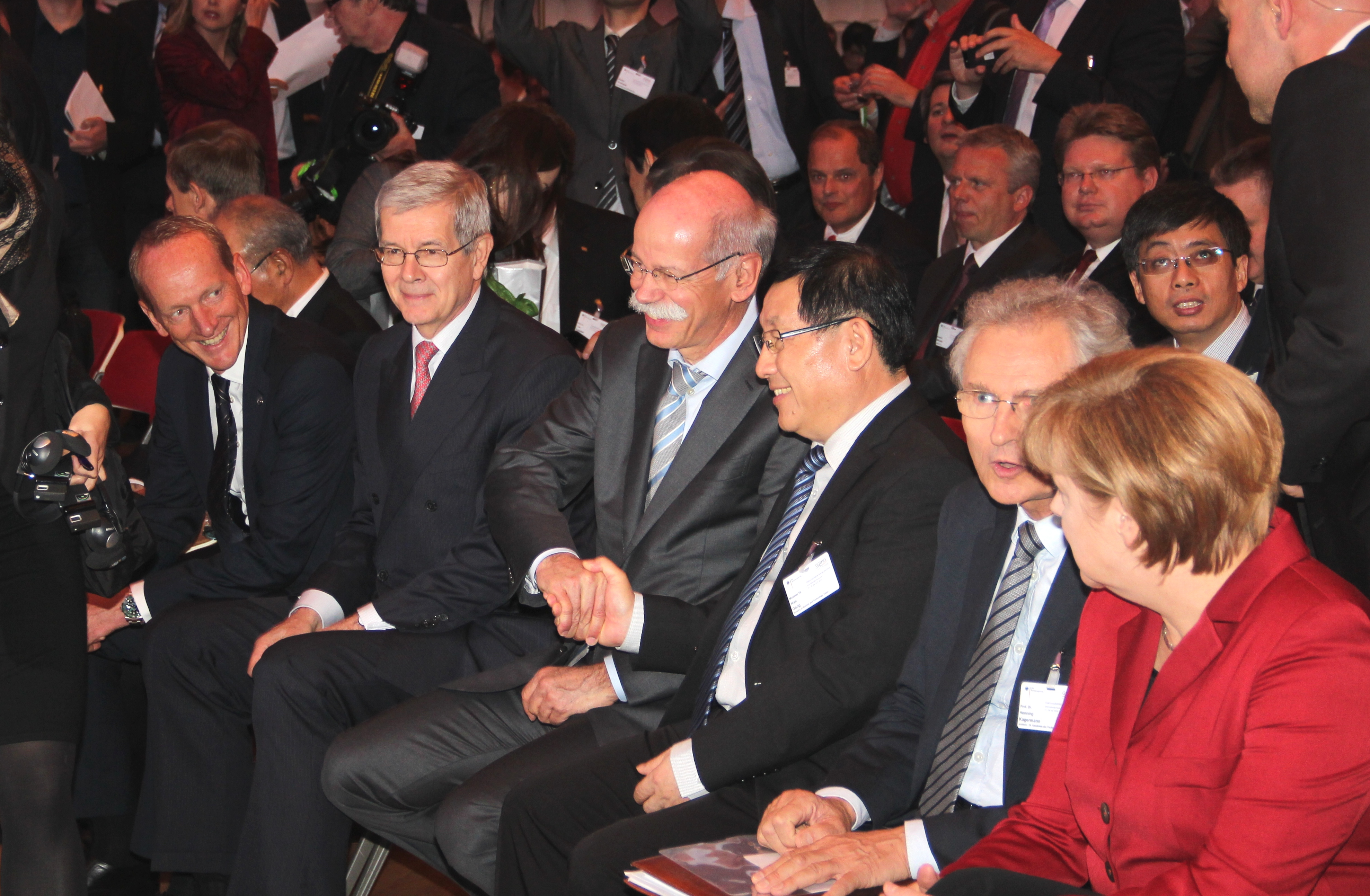
Chefs großer Automobilfirmen mit Bundeskanzlerin Angela Merkel auf dem Elektromobilitätsgipfel 2013 in Berlin. V.l.n.r: Neumann (Opel), Varin (ehemals PSA), Zetsche (Daimler), Wan Gang (China)

Die Automobilindustrie ist, gemessen am Umsatz, der mit Abstand bedeutendste Industriezweig Deutschlands, nicht jedoch der bedeutendste Wirtschaftszweig Deutschlands. Im Jahr 2008 wurden 345,9 Mrd. Euro erwirtschaftet. Die nächst umsatzstärkste Branche, der Maschinenbau, brachte es auf 225,5 Mrd. Euro. Rund 747.000 Personen waren 2009 in der Automobilindustrie hierzulande beschäftigt. Die Branche steuert mit rund 40 % den deutlich größten Anteil an den gesamten Forschungs- und Entwicklungsaufwendungen der deutschen Wirtschaft bei. Dies waren im Jahr 2009 ca. 22,1 Mrd. Euro. Ihr Exportüberschuss macht weit über die Hälfte des gesamten Exportüberschusses Deutschlands aus.
Deutschland war 2021 nach China, den USA, Japan, Indien und Südkorea der sechstgrößte Pkw-Produzent der Welt. In den Jahren 2010 bis 2018 wurden jährlich mehr als 5 Millionen PKW produziert. 2021 gab es einen Mangel an Halbleitern und andere Vorprodukten für Autos, so dass nur 3,1 Millionen PKW produziert wurden. In dem von der COVID-19-Pandemie geprägten Jahr 2020 waren es etwa 3,5 Millionen PKW. Davon wurden etwa 2,6 Millionen PKW (= 74 %) exportiert.
| 2010 | 2011 | 2012 | 2013 | 2014 | 2015 | 2016 | 2017 | 2018 | 2019 | 2020 | 2021 | 2022 | 2023 |
| ---- | ---- | ---- | ---- | ---- | ---- | ---- | ---- | ---- | ---- | ---- | ---- | ---- | ---- |
| >5   | 5,9  | >5   | >5   | >5   | >5   | 5,7  | >5   | >5   | ?    | 3,5  | 3,3  | ?    | 4,1  |

Charakteristisch an der hiesigen Pkw-Produktion ist ihre starke Exportorientierung. Während Japan, aber vor allem China und die USA stärker für das Inland produzieren, gingen 2010 von der deutschen Pkw-Produktion rund 69 % ins Ausland – die weltweit höchste Pkw-Exportquote. Nach der Anzahl der verkauften Fahrzeuge wechselten sich Japan und Deutschland jahrelang als Pkw-Exportweltmeister ab. Geht es jedoch nach dem Wert des Pkw-Exports, so lag Deutschland mit weitem Abstand vor Japan, weil im Ausland insbesondere seine großen und hochpreisigen Fahrzeuge nachgefragt werden.
Infolge des Russland-Ukraine-Krieges haben die deutschen Hersteller ihre Produktion in Russland seit Anfang März 2022 eingestellt und Exporte dorthin gestoppt. Stärker wurde die Industrie jedoch durch das Ausbleiben von Vorprodukten, wie z. B. Kabelbäumen, aus der Ukraine betroffen, so dass Werke vorübergehend stillgelegt werden mussten.

### Autoindustrie in Österreich
Wirtschaftszahlen zum Automobil Österreichs Automobilindustrie blickt auf eine lange Tradition zurück, bereits um 1900 wurde von Gräf & Stift der Vorderradantrieb entwickelt, und die Steyr-Werke zählten in den 1930er Jahren mit zu den führenden Automobilherstellern Europas. Nicht zuletzt durch den Zweiten Weltkrieg und Fehlentwicklungen scheiterten allerdings sämtliche österreichischen Hersteller in den Nachkriegsjahrzehnten und wurden infolgedessen aufgekauft (Steyr Daimler Puch, Gräf & Stift, …) oder mussten schließen.
Auf Grund dieser Schließungen und der geringer werdenden Bedeutung innerhalb der Gesamtwirtschaft kam es zu Bemühungen durch den damaligen Bundeskanzler Bruno Kreisky einen Austro-Porsche zu bauen, also wieder eine schlagkräftige Autoindustrie aufzubauen. Dieser Aufschwung begann durch die Ansiedlung des Motorenwerkes in Wien-Aspern von General Motors, heute spielt die Automobilindustrie in Österreich nach wie vor eine wichtige Rolle. Bald wurden wertmäßig mehr Autozulieferteile exportiert als fertige Fahrzeuge importiert, denn aufgrund vorhandenen Know-hows und einem hohen Innovationsgrad investieren internationale Automobilkonzerne, allen voran BMW in Steyr oder MAGNA in Graz, immer wieder in österreichische Standorte. Mittlerweile existieren drei Autocluster (AC Styria mit 180 Unternehmen, darunter auch slowenische, kroatische und ungarische Unternehmen. 30.000 der 44.000 Mitarbeiter sind in Österreich tätig; AC Oberösterreich, AC Vienna Region), um die Zusammenarbeit der Automobilhersteller und deren Zulieferer zu fördern. Dadurch sollen die Effizienz und internationale Konkurrenzfähigkeit gesteigert werden, um die heimischen Standorte zu stützen, denn schließlich hat man seit der Osterweiterung mit der Slowakei und deren boomender Autoindustrie rund um Bratislava, welches sehr nahe der österreichischen Grenze liegt, die Konkurrenz direkt vor der sprichwörtlichen „eigenen Haustüre“.
Doch selbst in dieser Zeit der Globalisierung, des Outsourcing, und der Wirtschaftsflaute in Europa, konnten Österreichs Zulieferbetriebe – vorwiegend mittelständische Unternehmen mit hohem Exportanteil – Umsatz- und Absatzzuwächse erzielen. Der Automobilsektor zählt daher zu den wenigen stark wachsenden Industriezweigen in Österreich (durchschnittliches Jahreswachstum zwischen den Jahren 2000 und 2003 je 10 %). Grund dafür ist selbstverständlich nicht die bevölkerungsbedingt geringe Inlandsnachfrage, sondern die international gute Wettbewerbsfähigkeit, erkenntlich durch ungebrochen starke Beliebtheit bei den deutschen Automobilherstellern, die den größten Abnehmer österreichischer Automotive (BMW lässt einen Großteil aller benötigten Motoren in Steyr entwickeln und fertigen, bzw. alle Typen von Dieselmotoren im Motorenkompetenzzentrum Steyr entwickeln) darstellen. Wichtige Abnehmer im Ausland sind u. a. Daimler, BMW, VW und Audi. Der Automobilsektor erwirtschaftet mit 38 Mrd. Euro rund 10 % der österreichischen Industrieleistung.
Automobilbranche in Österreich (Hersteller und Zulieferbetriebe) in Zahlen (2003):
- rund 600 Unternehmen mit ca. 175.000 Mitarbeitern
- 2,1 Millionen Motoren und Getriebe
- 200.000 Pkw
- 25.000 Lkw
- 18.000 Anhänger und 8.500 Traktoren

Folgende Fahrzeughersteller sind in Österreich vertreten:
- BMW in Steyr
- Magna in Graz
- MAN in Wien-Liesing und Steyr
- PSA/Opel in Wien-Donaustadt (Aspern)

Hinzu kommen mehrere hundert teils stark expandierende (meist mittelständische) Zulieferbetriebe, die nicht nur an die in Österreich vertretenen Fahrzeughersteller verkaufen, sondern großteils exportieren, wie z. B. voestalpine in Linz, Miba in Laakirchen, FACC in Ried, Epcos in Deutschlandsberg, Eybl International, AVL List, Pankl Racing Systems.

### Autoindustrie in der Schweiz
In der Schweiz gibt es einige wenige Hersteller von Autobussen, Trolleybussen, Nutzfahrzeugen und Solar-/Elektromobilen, die bekanntesten sind Mowag (Militärfahrzeuge), Hess AG (Auto- und Trolleybusse) und Bucher Industries (Kommunalfahrzeuge). Der Startschuss zur schweizerischen Automobilindustrie wurde durch Rudolf Egg gelegt, der 1893 in Zürich einen Motorwagen konstruierte. Um die Jahrhundertwende entstanden in der Schweiz etwa 30 Automobilproduzenten. Im 20. Jahrhundert dominierten Saurer, Berna und Franz Brozincevic Cie. (FBW) den Lastwagenbau in der Schweiz. Die Schweizer Pkw-Industrie brach hingegen bereits in den 1920er-Jahren unter dem Importdruck zusammen.
- 1910: 923 Fahrzeuge
- 1911: 1050 Fahrzeuge[33]

| Unternehmen     | Pkw-Zulassungen | Veränderung 2008/07 | Marktanteil |
| --------------- | --------------- | ------------------- | ----------- |
| Volkswagen      | 32.183          | +4,0 %              | 11,2 %      |
| Opel            | 18.670          | −8,9 %              | 6,5 %       |
| Audi            | 16.964          | +6,1 %              | 5,9 %       |
| BMW             | 16.134          | −4,3 %              | 5,6 %       |
| Toyota          | 15.224          | −11,2 %             | 5,3 %       |
| Ford            | 14.768          | +21,4 %             | 5,1 %       |
| Renault         | 14.580          | −2,1 %              | 5,1 %       |
| FIAT            | 14.122          | +26,5 %             | 4,9 %       |
| Mercedes-Benz   | 13.919          | +3,6 %              | 4,8 %       |
| Peugeot         | 13.708          | −5,9 %              | 4,8 %       |
| Škoda Auto      | 11.134          | +23,8 %             | 3,9 %       |
| Citroën         | 10.391          | −8,6 %              | 3,6 %       |
| Alle Hersteller | 288.525         | +1,4 %              | 100,00 %    |

### Autoindustrie in Polen

#### Produktionszahlen Automobilindustrie in Polen
(Quelle:)
| Jahr  | 1948 | 1949 | 1950  | 1951 | 1952 | 1953 | 1954 |
| ----- | ---- | ---- | ----- | ---- | ---- | ---- | ---- |
| Polen |      |      | 2.100 |      |      |      |      |

| Jahr  | 1955 | 1956 | 1957 | 1958 | 1959 | 1960   | 1961   | 1962   |
| ----- | ---- | ---- | ---- | ---- | ---- | ------ | ------ | ------ |
| Polen |      |      |      |      |      | 12.850 | 14.400 | 16.080 |

| Jahr  | 1963   | 1964   | 1965   | 1966   | 1967   | 1968   | 1969   | 1970   |
| ----- | ------ | ------ | ------ | ------ | ------ | ------ | ------ | ------ |
| Polen | 18.239 | 20.550 | 26.400 | 29.200 | 27.200 | 40.388 | 52.286 | 67.892 |

| Jahr  | 1971   | 1972   | 1973    | 1974    | 1975    | 1976    | 1977    | 1978    |
| ----- | ------ | ------ | ------- | ------- | ------- | ------- | ------- | ------- |
| Polen | 85.126 | 89.925 | 113.006 | 133.013 | 171.638 | 216.288 | 286.984 | 325.702 |

| Jahr  | 1979    | 1980    | 1981    | 1982    | 1983    | 1984    | 1985    | 1986    |
| ----- | ------- | ------- | ------- | ------- | ------- | ------- | ------- | ------- |
| Polen | 338.000 | 351.400 | 232.400 | 262.165 | 271.200 | 278.500 | 287.589 | 295.950 |

| Jahr  | 1987    | 1988    | 1989    | 1990    | 1991    | 1992 | 1993 | 1994 |
| ----- | ------- | ------- | ------- | ------- | ------- | ---- | ---- | ---- |
| Polen | 302.516 | 302.375 | 294.896 | 273.144 | 168.078 |      |      |      |

2009 ging die Automobil-Produktion in Polen um 9,2 % auf 899.700 Einheiten zurück. Davon entfielen 605.800 Einheiten auf FIAT Auto Poland. Die FIAT-Werke in Tychy bei Bielsko-Biała leisteten 67 % der polnischen Automobilproduktion. Bei Opel Gliwice ging die Produktion von 2008 (171.700 Fahrzeuge) bis 2009 (94.900) um 45 % zurück. VW Poznań baute mit 138.200 Einheiten (2009) 22 % weniger Pkw und Lieferwagen als 2008. Bei FSO in Warschau sank die Produktion um 60 %. Hier wurde neben dem kompletten Chevrolet Aveo der Daewoo Matiz vorgefertigt, der dann zur Endmontage in die Ukraine ging. Damalige Marktanteile der Automobilhersteller in Polen: FIAT 67,3 %, VW 15,4 %, Opel 10,7 % und FSO 6,6 %.
| Unternehmen      | Standort | Marke                         | Stückzahl |
| ---------------- | -------- | ----------------------------- | --------- |
| Auto Fiat Poland | Tychy    | Fiat Panda                    | 298000    |
| Auto Fiat Poland | Tychy    | Fiat 500                      | 184100    |
| VW Polska        | Poznań   | VW Caddy                      | 127300    |
| Auto Fiat Polska | Tychy    | Ford Ka                       | 112500    |
| GM Europe        | Gliwice  | Opel Zafira, Astra III und IV | 94600     |
| GM, FSO          | Warszawa | Chevrolet Aveo                | 31000     |
| insgesamt        | Polen    | -                             | 899700    |

### Autoindustrie in der Slowakei
Bereits seit in den 1960er Jahren erfolgte der Aufbau einer Automobilindustrie in der heutigen Slowakei. Durch ausländische Investoren ist die Slowakei in den ersten Jahren ihrer Mitgliedschaft der EU zu einem bedeutenden Fahrzeughersteller herangewachsen, wenn auch kein einziger Hersteller seine Unternehmenszentrale in der Slowakei hat, man also eigentlich keine einzige Type als eine slowakische bezeichnen kann. Wenn man die Fahrzeugerzeugung pro Einwohner des Landes rechnet, so ist die Slowakei weltweit führend, die drei großen Fahrzeughersteller in der Slowakei sind Volkswagen in Bratislava, Stellantis in Trnava und KIA in Žilina. Betrug im Jahr 2000 die Anzahl der erzeugten Einheiten noch 180.000, so wuchs dies bis 2007 auf 570.000 Stück, wobei für 2008 nochmals eine große Steigerung auf 640.000 Stück angenommen wurde.

### Autoindustrie in Japan
Der heimische Automobilbau in Japan begann, als Fusazō Mori (森 房造 Mori Fusazō) 1903, nachdem er auf einer Messe US-Automobile gesehen hatte, Torao Yamaba (山羽 虎夫 Yamaba Torao) mit dem Bau eines Busses beauftragte. Das Ergebnis war der „Yamaba-Dampfbus“ (山羽式蒸気バス Yamaba-shiki jōki basu) von 1904. Das erste benzingetriebene Fahrzeug folgte 1907 auf Geheiß von Prinz Takehito Arisugawa durch Shintarō Yoshida (吉田 真太郎 Yoshida Shintarō) und Komanosuke Uchida (内山 駒之 Uchida Komanosuke), die sich vom französischen Darracq inspirieren ließen. Von diesem, nach den Geräuschen, die es machte, Takurī (タクリー号 Takurī-gō) genannten Fahrzeug wurden 10 Exemplare gefertigt. 1923 oder 1925 begann Jun’ya Toyokawa (豊川 順弥 Toyokawa Jun’ya), der Gründer des Unternehmens Hakuyōsha (白楊社), mit der Produktion des Ōtomo (オートモ号 Ōtomo-gō), der das erste Exportfahrzeug Japans werden sollte.
| Unternehmen | Pkw + Lkw | Anteil | Pkw       | Anteil | Lkw     | Anteil % |
| ----------- | --------- | ------ | --------- | ------ | ------- | -------- |
| Toyota      | 1.719.060 | 29,3 % | 1.519.980 | 32,0 % | 194.012 | 17,8 %   |
| Nissan      | 842.133   | 14,4 % | 718.295   | 15,1 % | 120.187 | 11,0 %   |
| Honda       | 709.782   | 12,1 % | 661.450   | 13,9 % | 48.332  | 4,4 %    |
| Suzuki      | 704.099   | 12,0 % | 551.215   | 11,6 % | 152.884 | 14,0 %   |
| Daihatsu *  | 605.600   | 10,3 % | 445.609   | 9,4 %  | 155.545 | 14,3 %   |
| Mazda       | 295.128   | 4,9 %  | 233.092   | 4,9 %  | 51.226  | 4,7 %    |
| Mitsubishi  | 256.228   | 4,4 %  | 187.380   | 3,9 %  | 68.848  | 6,3 %    |
| Fuji        | 248.400   | 4,2 %  | 162.184   | 3,4 %  | 84.216  | 7,7 %    |

*) Daihatsu Motor Co., Ltd. ist seit 1967 eng mit der Toyota Motor Co., Ltd. und Toyota Motor Sales Co., Ltd. verbunden

### Autoindustrie in Südkorea
| Marke           | Absatz  | Anteil |
| --------------- | ------- | ------ |
| Hyundai         | 654.738 | 35,7 % |
| Kia             | 535.001 | 29,2 % |
| Chevrolet       | 182.075 | 9,9 %  |
| Renault Samsung | 111.101 | 6,1 %  |
| SsangYong       | 103.554 | 5,6 %  |
| Mercedes        | 56.343  | 3,1 %  |
| BMW             | 48.459  | 2,6 %  |
| Genesis         | 23.328  | 1,3 %  |
| Audi            | 16.718  | 0,9 %  |
| Volkswagen      | 13.178  | 0,7 %  |

### Autoindustrie in den USA
Die Vereinigten Staaten sind nach China der weltweit zweitgrößte Automobilmarkt und der zweitgrößte Automobilhersteller. Gemessen am Wert sind die USA der mit Abstand größte Importeur und der drittgrößte Exporteur von Automobilen.
| Unternehmen    | Absatz    | davon Pkw | davon Light Trucks |
| -------------- | --------- | --------- | ------------------ |
| General Motors | 3.042.421 | 890.716   | 2.151.705          |
| Ford Motor Co. | 2.599.211 | 694.046   | 1.905.165          |
| Chrysler       | 2.211.057 | 314.482   | 1.896.575          |
| Toyota         | 2.449.587 | 1.146.958 | 1.302.629          |
| Honda          | 1.637.942 | 824.699   | 813.243            |
| Nissan         | 1.564.423 | 811.090   | 753.333            |
| Hyundai        | 775.005   | 554.027   | 220.978            |
| Kia            | 647.598   | 407.535   | 240.063            |
| Mazda          | 297.773   | 150.555   | 147.218            |
| Volkswagen     | 322.948   | 275.087   | 47.861             |
| Audi           | 210.213   | 110.052   | 100.161            |
| BMW            | 313.174   | 181.419   | 131.755            |

2016 arbeiteten in der US-Automobilindustrie zwischen 201.600 und 211.200 Menschen.

## Rezeption
Die öffentliche Wahrnehmung der Automobilindustrie ist in den 2010er- und 2020er-Jahren von einer deutlichen Ambivalenz geprägt: In repräsentativen Erhebungen der Gesellschaft der führenden PR- und Kommunikationsagenturen in Deutschland (GPRA) sank das Vertrauen in deutsche Hersteller nach Bekanntwerden des Dieselabgasskandals 2015 um 12,6 Indexpunkte; Volkswagen erreichte 2023 nur noch 43 % Vertrauenszustimmung, Audi 52 %, während BMW und Mercedes-Benz jeweils zweistellige Rückgänge verzeichneten.
Parallel stellen Nachhaltigkeitsaspekte ein zentrales Bewertungskriterium dar: Laut einer internationalen Befragung der Berylls halten weltweit über 75 % der Konsumentinnen und Konsumenten ökologische Kriterien beim nächsten Fahrzeugkauf für „äußerst“ oder „ziemlich relevant“, in China sogar 97 %. Zugleich bescheinigten in Deutschland lediglich rund ein Drittel der Befragten der Branche ernsthafte Anstrengungen in diesem Bereich. Eine Statista-Analyse aus 2025 weist darauf hin, dass mehr als die Hälfte der europäischen Befragten Automarken generell nicht als umweltfreundlich einstuft, wobei insbesondere die Herkunftsländer der Marken das Urteil beeinflussen.
Die Vertrauensproblematik erstreckt sich zudem auf Zukunftstechnologien: In der Deloitte Global Automotive Consumer Study äußerten 47 % der deutschen Teilnehmenden Sicherheitszweifel gegenüber autonomen Fahrzeugen, was auf eine Stagnation des Akzeptanzniveaus hinweist. Brancheninterne Untersuchungen wie der VDE-Report Automobilstandort Deutschland 2035 diagnostizieren vor diesem Hintergrund eine „negative öffentliche Wahrnehmung“ und fordern ein neues Narrativ, das technologische Lösungen stärker herausstellt. Gleichzeitige Medienanalysen betonen eine anhaltende Krisenwahrnehmung, die von Schlagzeilen über Standort-, Beschäftigungs- und Gewinnrückgänge getragen wird.
Studien zu Verbraucherpräferenzen berichten indes von einer wachsenden Erwartung an vollständige Transparenz über Produktion, Recycling und Klimabilanz der Fahrzeuge sowie an Anreizsysteme für nachhaltiges Fahrverhalten. Wirtschaftsjournalistische Bewertungen verweisen darauf, dass die Aufarbeitung des Dieselbetrugs – mit Kosten von über 30 Mrd. € für einen einzelnen Hersteller – das Branchenimage nachhaltig belastet und regelmäßig neue Diskussionen über Glaubwürdigkeit und Compliance auslöst.

## Umbrüche
Größere Umbrüche könnten der Automobilindustrie durch das Aufkommen disruptiver Technologie (siehe Autonomes Fahren, Robotaxis oder Elektromobilität) oder einer Verkehrswende ins Haus stehen.
Nach Studien werden sich Robotaxis sehr schnell durchsetzen. Autos in privater Hand werden weniger gebraucht werden. Diese Entwicklung wird hauptsächlich nicht aus der klassischen Autoindustrie, sondern von Technikkonzernen wie beispielsweise Google, Baidu und Tesla vorangetrieben. Bei den Autoherstellern wird es zu Übernahmen und Insolvenzen kommen (siehe Robotaxi).
Nach Schätzungen des Center Automotive Research (CAR) der Universität Duisburg-Essen von 2019 würden in der deutschen Automobilbranche ungefähr 124.000 Arbeitsplätze bei der Umstellung auf Elektromobilität verlorengehen: In der Produktion und Entwicklung werden Einsparungen von fast 234.000 Stellen und eine Neuschaffung von 109.000 Arbeitsplätzen erwartet, wobei diese Zahlen sowohl die Automobilbauer als auch ihre Zulieferer umfassen. Die Bundesregierung und die Ministerpräsidenten der drei Bundesländer mit der größten Automobilproduktion (Bayern, Baden-Württemberg und Niedersachsen) planen in diesem Zusammenhang eine Unterstützung der Automobilbranche.
Laut einer 2023 veröffentlichten Studie der Bertelsmann Stiftung für Südwestmetall und die IG Metall kann der Wandel bewältigt werden. Zwar sind fünf Berufsfelder besonders gefährdet, darunter beispielsweise Schlossermeister und Hilfskräfte in der Metallbearbeitung. Beschäftigte in der Automobilindustrie haben dennoch gute Chancen, neue Berufe zu erlernen. Schlüsselfaktoren hierfür sind eine vorausschauende Personalstrategie und eine gelebte Veränderungskultur in den Unternehmen.

## Dokumentarfilme
- 1973 Humain, trop humain, Regie: Louis Malle, Frankreich – Arbeit in der Automobilindustrie
- 1974 Avec le sang des autres, Regie: Bruno Muel, Frankreich -  Film zur Arbeit in der Automobilindustrie
- 1975/76 Emden geht nach USA, Regie : Klaus Wildenhahn (Co-Autorin Gisela Tuchtenhagen), BRD
- 2020 Automotive, Regie: Jonas Heldt, Deutschland
- 2021 We are all Detroit, Regie: Ulrike Franke, Michael Loeken, Deutschland - Über den Niedergang der Autostädte Detroit und Bochum